# Quemusia cordillera
Quemusia cordillera är en spindelart som beskrevs av Davies 1998. Quemusia cordillera ingår i släktet Quemusia och familjen Amphinectidae.
Artens utbredningsområde är New South Wales. Inga underarter finns listade i Catalogue of Life.